# Рарія
Рарія (Micrastur) — рід хижих птахів родини соколових (Falconidae). Включає 7 видів.

## Поширення
Представники роду поширені в Центральній та Південній Америці. Більшість з них обмежується вологими тропічними та субтропічними лісами, але два найпоширеніших види, рарія венесуельська та рарія білошия, також трапляються в сухіших і відкритіших місцях проживання.

## Види
- Рарія бразильська (Micrastur ruficollis)
- Рарія колумбійська (Micrastur plumbeus)
- Рарія венесуельська (Micrastur gilvicollis)
- Рарія темнохвоста (Micrastur mintoni)
- Рарія білочерева (Micrastur mirandollei)
- Рарія білошия (Micrastur semitorquatus)
- Рарія амазонійська (Micrastur buckleyi)